# Notropis telescopus
Notropis telescopus är en fiskart som först beskrevs av Edward Drinker Cope, 1868.  Notropis telescopus ingår i släktet Notropis och familjen karpfiskar. Inga underarter finns listade i Catalogue of Life.